# Piotr Kupicha
Piotr Jan Kupicha, né le 16 mars 1979 à Katowice est un chanteur, guitariste, compositeur et auteur de chansons polonais, chanteur et leader du groupe pop Feel.

## Biographie
Diplômé de l'Académie Technique de Silésie (pl). À l'âge de 16 ans, il a commencé à apprendre à jouer de la guitare classique. Peu de temps après, il fait ses débuts en tant que membre du groupe Sami.
Depuis 2005, il est le leader et le chanteur du groupe Feel. En 2007, ils ont reçu les prix Bursztynowy Słowik (pl) (rossignol ambré) et Słowik Publiczności (rossignol du public) au Festival de Sopot, ainsi que le Telekamera de TeleTygodnia pour la chanson A gdy jest już ciemno. En 2010, il a participé à l'émission de divertissement de Polsat Tylko nas dwoje (2010),. En 2011, il a été le manager de l'équipe gagnante de la première édition de Bitwa na głosy ; il a fait don du prix, un chèque de 100 000 PLN, à la construction de l'Hospice Cordis à Katowice. La même année, sa chanson Muzyki moc, enregistrée avec onze autres artistes à l'occasion du dixième anniversaire de la station Viva Polska (pl), a reçu le prix Viva Comet 2011 dans la catégorie Best on VIVA-TV.pl,.

### Vie privée
Le 2 avril 2005, il a épousé Agata Fręś, fille de Marta Fox, une poétesse de Katowice. Il a deux fils avec elle, Paweł (né en 2005) et Adam (né en 2009). Le 27 août 2013, le couple a divorcé. Sa compagne actuelle est le mannequin Ewelina Sienicka, qu'il a épousée en 2018, avec qui il a une fille, Jagoda (née le 31 janvier 2014),.

## Filmographie
- 2008 : Niania jako : lui-même (épisode 95)
- 2008 : Tylko miłość : lui-même (épisode 44)
- 2010 : My Camp Rock : lui-même (épisodes 5 et 6)

### Doublage
- 2007 : Winx Club : Le Secret du royaume perdu : Riven

## Distinctions
En 2011, Piotr Kupicha est nommé à la OGAE Video Contest (pl) afin de représenter la Pologne avec sa chanson Muzyki moc. 